# Patente de software

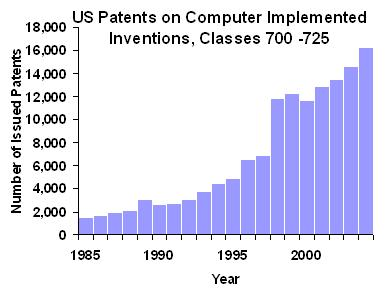
Número de patentes de ordenador implementadas en Estados Unidos

Las patentes de software son títulos que reconocen el derecho de explotar en exclusiva durante 20 años funcionalidades, algoritmos, representaciones y otras acciones que se pueden llevar a cabo con una computadora y que conceden algunas oficinas de patentes en el mundo. En la jerga se suele sustituir dicho término por la expresión "invención implementada por computadora" que incluye tanto las polémicas patentes de software como las generalmente aceptadas "invenciones por computadora", esto es, las invenciones físicas tradicionales que incluyen software en su funcionamiento. Así, la Oficina Europea de Patentes (OEP) define generalmente una invención implementada en computadora como "expresión destinada a cubrir solicitudes que involucren computadoras, redes informáticas u otros aparatos programables convencionales por las características novedosas de la invención apropiada se manifiesten a través de uno o varios programas."
Existe un encendido debate sobre el alcance que debe concederse a dichas patentes, e incluso si deben ser instituidas en absoluto.

## Controversia
Los detractores de las patentes sobre el software argumentan que cualquier programa informático está compuesto de millones de componentes (procedimientos, algoritmos,...) muchos de los cuales podrían ser patentables o incluso estar ya patentados. Esto haría inviable un proyecto de software por parte de cualquier PYME o equipo de programadores que no contara con otras patentes para intercambiar con sus competidores (práctica habitual entre grandes corporaciones desarrolladoras: los grandes intercambios de bolsas de patentes). 
Por otro lado, suele ser complicado dilucidar si un código determinado incumple alguna patente, porque para llegar a tal certidumbre sería necesario evaluar todas las patentes de software existentes en las distintas oficinas de patentes (cientos de miles) e incluso así podría existir la duda. Generalmente es preciso un proceso judicial para determinar a fe cierta si una patente está siendo infringida por determinado programa o no. 
Obviamente, tanto la búsqueda exhaustiva como los pleitos de patentes, son actividades vetadas a las pequeñas y medianas empresas por el gran esfuerzo humano y económico que representa, lo que las dejaría fuera del mercado por no ser competitivas. A todo lo anterior se suma que en muchos casos una o unas pocas patentes de software son suficientes para monopolizar alguna funcionalidad informática (caso del carrito de la compra de la famosa patente europea y norteamericana "One Click" de Amazon).
Por otra parte, las personas implicadas en el movimiento de software libre advierten de que el uso de patentes impediría el desarrollo de muchos proyectos que no pueden pagar licencia a costa de dejar de ser libres (libre uso y distribución del programa, acceso al código fuente, posibilidad de modificación).
Desde un punto de vista social se argumenta que las patentes de software (y sobre medicamentos, métodos de negocio, procedimientos legales e ingeniería genética, estas últimas las denominadas "patentes de la vida") privatizan el conocimiento acentuando las desigualdades sociales y geográficas mediante la exclusión de la mayoría de la población como productores e incluso como consumidores de los objetos de dichas patentes.
Los defensores de las patentes de software y de los modelos de negocio relacionados con estas argumentan que, como cualquier otra patente, ayudan a potenciar la innovación, como en otros campos industriales, permitiendo al propietario de la patente poder beneficiarse de su monopolio y así rentabilizar la inversión en desarrollo.

## Legislación
En Estados Unidos o Canadá, ya la legislación vigente contempla desde hace tiempo las patentes de software. En la India, los funcionarios de patentes han usado la excusa de que el TRIPS les obliga (argumento nunca ratificado) para declarar legales las patentes de software con un decreto administrativo sujeto a aprobación del Parlamento para la primera mitad de 2005.
En el territorio de la Unión Europea, la Oficina Europea de Patentes (OEP) y algunas otras oficinas nacionales de patentes han estado concediendo muchas patentes de software desde los años 80 y muy especialmente a partir de la época de las "punto-com". Sin embargo, en Europa desde que el Artículo 52 de la Convención de la Patente Europea se excluye expresamente los “programas para ordenador” pero solo cuando sean reclamadas “como tales”. La controversia en Europa está, pues, en la interpretación de ese "como tales". La interpretación de la OEP deja ese "programas de ordenador como tales" reducido al nihilismo, pues lo define como el código fuente y el código objeto de los programas informáticos, algo que nadie se plantea patentar porque ya está protegido por el copyright. Por el contrario, los opuestos a las patentes de software y métodos de negocio interpretan que la expresión "programas de ordenador como tales" incluye todas las técnicas e ideas de programación y que lo único que excluye son las "invenciones asistidas por computadora". Es interesante que la guía de examen de la Oficina Europea de Patentes de 1978 realiza una interpretación equivalente a la de los contrarios a las patentes de software y que ha sido paulatinamente a lo largo de los años 80 y, sobre todo, los 90 cuando la interpretación de la OEP ha virado a aceptar la patentabilidad del software.
La UE, por medio de la Comisión Europea, reabrió el debate en 2002. El Parlamento Europeo, en una primera lectura del borrador de Directiva de Patentes de Software en septiembre de 2003, excluyó las patentes de software. Más tarde, tanto la Comisión como el Consejo persistieron, volviendo a presentar la proposición que legalizaba las patentes de software e incluso los algoritmos matemáticos, al utilizar el Consejo y el gobierno alemán una artimaña en el último minuto en 2004. A partir de entonces, varios Parlamentos Nacionales (como el alemán, el español, el neerlandés y el danés) hicieron diversas peticiones para intentar renegociar una solución menos drástica, lo que, junto al rechazo de la representación polaca en el Consejo, retrasó la adopción de la resolución del Consejo como punto A del orden del día (sin discusión). Adicionalmente, el 28 de febrero de 2005, la Comisión rechazó sin argumento alguno la prácticamente unánime petición de Parlamento Europeo para reiniciar todo el proceso. Con posterioridad, el Consejo, bajo presidencia luxemburguesa, se negó a realizar una segunda votación como punto B del orden del día (con discusión) y determinó que la resolución había sido aceptada, pese a los mandatos vinculantes en contra de los parlamentos neerlandés y danés.
Finalmente, el Parlamento Europeo se vio obligado a comenzar la segunda lectura bajo una de las mayores presiones sociales, mediáticas y políticas a las que jamás haya estado sometido. Muestra de ello fue la organización en España el 27 de abril de 2005 de una concentración en todas las universidades para pedir que en esta segunda lectura el Parlamento volviese a rechazar las patentes de software o la recogida de más de 400.000 firmas en Internet por parte de Eurolinux. Finalmente, el Parlamento Europeo, en una votación llevada a cabo el 6 de julio de 2005 -y, por primera vez en la historia, para una segunda lectura-, rechazó prácticamente por unanimidad la propuesta de directiva de patentabilidad el software, con 648 votos en contra, 14 a favor y 18 abstenciones.

## Nueva Ley de Patentes española
El 14 de noviembre de 2014 el Consejo de Ministros aprobó el proyecto de Ley de Patentes que planteaba reformar la ley 11/1986 de Patentes Española. En la redacción del texto que llegó al Congreso de los Diputados para iniciarse su tramitación parlamentaria, la modificación de uno de sus artículos dejaba la puerta abierta a la posibilidad de patentar el software incluido en invenciones.
El apartado 4 del artículo 4 del proyecto de ley recoge los supuestos que no se consideran invenciones: los descubrimientos, las teorías científicas y los métodos matemáticos; las obras literarias, artísticas o cualquier otra creación estética, así como las obras científicas; los planes, reglas y métodos para el ejercicio de actividades intelectuales, para juegos o para actividades económico-comerciales, así como los programas de ordenadores y las formas de presentar informaciones.
Mientras que el nuevo apartado 5 del artículo 4 apunta: "Lo dispuesto en el apartado anterior excluye la patentabilidad de las materias o actividades mencionadas en el mismo solamente en la medida en que la solicitud de patente o la patente se refiera exclusivamente a una de ellas considerada como tal".
La expresión "como tal" añadida en el apartado 5, que no se incluye en la ley de 1986, implica que todas las excepciones que no se pueden patentar podrían ser susceptibles de serlo si van asociadas a algo más.